# Costello and Nieve
Albums de Elvis Costello with Steve Nieve
All This Useless Beauty
(1996) Terror and Magnificence
(1997)
Costello and Nieve est un live d'Elvis Costello et Steve Nieve, enregistré à Los Angeles, San Francisco, Chicago, Boston et New York. Il comprend cinq disques et n'a connu qu'une édition limitée aux États-Unis.

## Liste des pistes

### Disque 1
| No | Titre                                    | Durée |
| -- | ---------------------------------------- | ----- |
| 1. | Temptation                               | 3:50  |
| 2. | Poor Fractured Atlas                     | 4:58  |
| 3. | I Just Don't Know What to Do With Myself | 3:27  |
| 4. | It's Time                                | 5:55  |
| 5. | Man Out of Time/Shallow Grave            |       |

### Disque 2
| No | Titre                        | Durée |
| -- | ---------------------------- | ----- |
| 1. | Just About Glad              | 3:59  |
| 2. | Why Can't a Man Stand Alone? | 4:10  |
| 3. | My Dark Life                 | 7:13  |
| 4. | All This Useless Beauty      | 5:57  |
| 5. | Ship of Fools                | 6:12  |

### Disque 3
| No | Titre                        | Durée |
| -- | ---------------------------- | ----- |
| 1. | Long Honeymoon               | 4:25  |
| 2. | Starting to Come to Me       | 2:47  |
| 3. | Other End (of the Telescope) | 4:32  |
| 4. | All the Rage                 | 4:02  |
| 5. | Watching the Detectives      | 6:09  |

### Disque 4
| No | Titre                                | Durée |
| -- | ------------------------------------ | ----- |
| 1. | You Bowed Down                       | 4:56  |
| 2. | Long Honeymoon                       | 4:46  |
| 3. | Distorted Angel                      | 4:45  |
| 4. | (The Angels Wanna Wear My) Red Shoes | 2:49  |
| 5. | Little Atoms                         | 5:37  |
| 6. | My Funny Valentine                   | 3:02  |

### Disque 5
| No | Titre | Durée |
| -- | --- | ----- |
| 1. | Black Sails in the Sunset | 3:17  |
| 2. | You'll Never Be a Man | 3:16  |
| 3. | Just a Memory | 3:44  |
| 4. | I Want to Vanish | 3:22  |
| 5. | Alison/Living a Little, Laughing a Little/Tracks of My Tears/Tears of a Clown/No More Tearstained Make-Up/Clowntime is Over (Medley) | 6:16  |